# Římskokatolická farnost Jindřichovice pod Smrkem
Římskokatolická farnost Jindřichovice pod Smrkem je církevní správní jednotka sdružující římské katolíky na území obce Jindřichovice pod Smrkem a v jejím okolí. Organizačně spadá do libereckého vikariátu, který je jedním z 10 vikariátů litoměřické diecéze. Farním kostelem je místní kostel Nejsvětější Trojice v Jindřichovicích pod Smrkem. 

## Historie farnosti
Farnost je tzv. starobylá, tzn. že byla pochází ze středověku, avšak datum jejího založení není známo. Kanonicky farnost byla obnovena v roce 1755. Matriky jsou vedeny od roku 1771.

### Duchovní správcové vedoucí farnost
Začátek působnosti jmenovaného v duchovní správě farnosti od:
- 1777   Jos. Stark, † 24. 4. 1788
- 1790   Daniel Dittrich
- 1801   Jos. Scheiffler, n. 31. 3. 1754 Friedland, o. 20. 9. 1779, † 28. 4. 1824
- 1825   Jos. Heyer, n. 7. 4. 1788 Reichenberg., o. 26. 9. 1811, † 10. 2. 1856
- 1856   par. vacat, admin. interim. Car. Wünsche
- 1857   Cajet. Hartig, n. 14. 11. 1804 Einsiedel, o. 2. 9. 1829, † 1. 9. 1872
- 1872   par. vacat, admin. int. Franc. Jomrich
- 1873   Anton Henke, n. 10. 3. 1819 Brims., o. 25. 7. 1843, † 31. 12. 1905
- 1883   par. vacat, admin. int. Franc. Helzel
- 1884   Franc. Helzel, n. 21. 8. 1841 Kamnitz, o. 30. 6. 1864, † 4. 4. 1902
- 1899   par. admin. int. Jos. Jäger n. 5. 5. 1867 Lobeč, o. 2. 7. 1893
- 1900   Anton Öser, n. 31. 1. 1867 Okenau, o. 1. 6. 1890,[2] farář, r. 1913 odešel do Nového Města pod Smrkem,[3] † 23. 2. 1946
- 1. 12. 1911  par. vacat admin. interc. Ferd. Gaudl
- 1913   Franc. Weikert, n. 21. 12. 1870 Grossbocken, o. 17. 6. 1894, † 24. 1. 1921
- 1920   Guilelm. Klassen, n. 29. 11. 1886 Althabendorf, o. 16. 7. 1911, † 11. 4. 1967
- 1937   par. vacat admin. interc. Franc. Dausch
- 1938   Franz Kühnel, n. 22. 4. 1902 Böhm. Kamnitz, o. 28. 6. 1925, r. 1944 odešel do Nového Města pod Smrkem, † 22. 9. 1969
- 10. 4. 1944  Reinhold Czejarek, n. 16. 9. 1910 Hindenburg, o. 27. 6. 1937, † 12. 7. 1972
- 1. 3.  1951   Jaroslav Huslík
- 1. 12. 1951  Augustin Šumbera
- 1. 7.  1952   Miroslav Brabec
- 1. 11. 1952  Jindřich Lutrýn
- 13.5. 1953 Vojtěch Martinů
- 1. 11. 1954  Josef Matura
- 15.6. 1955  Klement Ruisl
- 1.8.  1955   Vladimíř Sluka
- 1.6.  1957   Rudolf Hevera
- 5. 12. 1957  Stanislav Havlas
- 1. 6.  1959   Rudolf Sitte
- 1. 8.  1972   Ladislav Peloušek
- 1. 11. 1990  Pavel Genrt OFM
- 1. 8.  1992   Pavel Michal
- 1. 1.  2003   Jacek Wszola (alias Šimon Hamza)
- 1. 2. 2003   Oldřich Kolář
- 1. 7.  2003   Marcin Saj
- 1. 9. 2011   Šimon Hamza[2] (dříve Jacek Wszola[4]), admin. exc. z Nového Města pod Smrkem
- 1. 3. 2020 Radek Jurnečka, admin. exc. z Liberce
- 1. 8. 2022 Antoni Wasil, admin. exc. z Nového Města pod Smrkem[2]

Kromě kněží stojících v čele farnosti, působili ve farnosti v průběhu její historie i jiní kněží. Většinou pracovali jako farní vikáři, kaplani, katecheté, výpomocní duchovní aj.

## Území farnosti
Do farnosti náleží území obce:
- Jindřichovice pod Smrkem (Heinersdorf b. T.)[p 2]
- Dětřichovec
- Srbská

## Římskokatolické sakrální stavby na území farnosti
| | Fotografie | Stavba                     | Místo                    | Bohoslužby                      | Zeměpisné souřadnice             | Status        | Číslo kulturní památky           |
| Kostely | Kostely    | Kostely                    | Kostely                  | Kostely                         | Kostely                          | Kostely       | Kostely                          |
| --- | ---------- | -------------------------- | ------------------------ | ------------------------------- | -------------------------------- | ------------- | -------------------------------- |
| 1. |            | Kostel Nejsvětější Trojice | Jindřichovice pod Smrkem | bližší informace o bohoslužbách | 50°57′42″ s. š., 15°15′ v. d.    | farní kostel  | 24418/5-4340 (Pk•MIS•Sez•Obr•WD) |
| 2. |            | Kostel sv. Jakuba Staršího | Jindřichovice pod Smrkem | bližší informace o bohoslužbách | 50°57′22″ s. š., 15°15′42″ v. d. | torzo kostela | 32158/5-4339 (Pk•MIS•Sez•Obr•WD) |
| Kaple |            |                            |                          |                                 |                                  |               |                                  |
| 3. |            | Kaple Panny Marie Sněžné   | Srbská                   | bližší informace o bohoslužbách | 50°59′15″ s. š., 15°13′39″ v. d. | obecní kaple  | —                                |
| Některé drobné sakrální stavby a pamětihodnosti lze dohledat zde v databázi Drobné sakrální památky Zaniklé sakrální stavby lze dohledat zde v databázi Poškozené a zničené kostely, kaple a synagogy v České republice |            |                            |                          |                                 |                                  |               |                                  |

Ve farnosti se mohou nacházet i další drobné sakrální stavby, místa římskokatolického kultu a pamětihodnosti, které neobsahuje tato tabulka.

## Příslušnost k farnímu obvodu
Z důvodu efektivity duchovní správy byl vytvořen farní obvod (kolatura) Nové Město pod Smrkem, jehož součástí je i farnost Jindřichovice pod Smrkem, která je tak spravována excurrendo. Přehled těchto kolatur je v tabulce farních obvodů libereckého vikariátu.